# Aubin (Pirenéus Atlânticos)
Aubin é uma comuna francesa na região administrativa da Nova Aquitânia, no departamento dos Pirenéus Atlânticos. Estende-se por uma área de 5,85 km². Em 2010 a comuna tinha 254 habitantes (densidade: 43,4 hab./km²).